# Wushu tại Đại hội Thể thao Đông Nam Á 1991
Wushu tại Đại hội Thể thao Đông Nam Á năm 1991 được tổ chức trong khuôn khổ SEA Games từ ngày 30 tháng 11 đến ngày 2 tháng 12 năm 1991 tại Manila, Philippines. Đây là lần đầu tiên môn wushu được đưa vào thi đấu tại Đại hội Thể thao Đông Nam Á, và là lần thứ hai môn thể thao này xuất hiện trong một sự kiện thể thao đa môn sau kỳ Đại hội Thể thao châu Á năm 1990.
Môn thể thao này bao gồm các nội dung biểu diễn quyền (taolu) cá nhân cho cả nam và nữ. 7 nội dung cho nam và 7 nội dung cho nữ. Chủ nhà Philippines giành vị trí nhất toàn đoàn với 10 tấm huy chương vàng. 

## Bảng huy chương
| Hạng               | Đoàn               | Vàng | Bạc | Đồng | Tổng số |
| ------------------ | ------------------ | ---- | --- | ---- | ------- |
| 1                  | Philippines (PHI)  | 10   | 4   | 8    | 22      |
| 2                  | Malaysia (MAS)     | 3    | 2   | 1    | 6       |
| 3                  | Singapore (SIN)    | 1    | 5   | 3    | 9       |
| Tổng số (3 đơn vị) | Tổng số (3 đơn vị) | 14   | 11  | 12   | 37      |

## Tóm tắt kết quả

### Biểu diễn nam
| Nội dung       | Vàng                            | Bạc                             | Đồng                                                            |
| -------------- | ------------------------------- | ------------------------------- | --------------------------------------------------------------- |
| Trường quyền   | Choy Yeen Onn · Malaysia        | chưa biết                       | Bobby Hongliangyi · Philippines · Lester Pimentel · Philippines |
| Đao thuật      | Bobby Hongliangyi · Philippines | chưa biết · Singapore           | Joseph Du · Philippines                                         |
| Kiếm thuật     | Samson Co · Philippines         | chưa biết                       | chưa biết                                                       |
| Côn thuật      | Choy Yee Onn · Malaysia         | Bobby Hongliangyi · Philippines | Lester Pimentel · Philippines                                   |
| Thương thuật   | Samson Co · Philippines         | Phoon Chee Kong · Malaysia      | Edward Pimentel · Philippines                                   |
| Nam quyền      | Richard Ng · Philippines        | chưa biết                       | Joseph Wuxinyi · Philippines                                    |
| Thái cực quyền | Daniel Co · Philippines         | Puan Jodi Eong · Singapore      | chưa biết                                                       |

### Biểu diễn nữ
| Nội dung       | Vàng                                | Bạc                                                    | Đồng                             |
| -------------- | ----------------------------------- | ------------------------------------------------------ | -------------------------------- |
| Trường quyền   | Jennifer Yeo · Philippines          | Chua Sze Muay · Singapore                              | Chiew Hui Yan · Singapore        |
| Đao thuật      | See Ah Hoon · Singapore             | Catherine Hau · Philippines                            | Chua Son Hua · Malaysia          |
| Kiếm thuật     | Jennifer Yeo · Philippines          | chưa biết                                              | Chiew Hui Yan · Singapore        |
| Côn thuật      | Jennifer Yeo · Philippines          | Ng Kwai Yin · Malaysia                                 | Jeanie Jane Santos · Philippines |
| Thương thuật   | Mian-Mian Shi · Philippines         | Stephanie Lim · Philippines                            | Chua Sze Muay · Singapore        |
| Nam quyền      | Ng Kwai Yin · Malaysia              | See Ah Hoon · Singapore                                | Mian-Mian Shi · Philippines      |
| Thái cực quyền | Rosaria Maria Dijamco · Philippines | Catherine Hau · Philippines · Tan Mui Buay · Singapore | chia sẻ huy chương               |